# 格赖芬贝格
格赖芬贝格是德国巴伐利亚州的一个市镇。总面积8.21平方公里，总人口2154人，其中男性1071人，女性1083人（2011年12月31日），人口密度262人/平方公里。